# Джоел Бейлі (тенісист)
Джоел Бейлі (англ. Joel Bailey; нар. 25 квітня 1951, Вест-Палм-Біч, Флорида, США) — колишній американський тенісист.
Найвищу одиночну позицію світового рейтингу — 197 місце досяг 31 грудня 1978 року, парну — 90 місце — 24 вересня 1979 року.
Здобув 1 парний титул.
Найвищим досягненням на турнірах Великого шолома було 2 коло в одиночному та парному розрядах.

## Фінали Гран-прі за кар'єру

### Парний розряд: 1 (1–0)
| Результат | W/L | Дата     | Турнір         | Покриття | Партнер    | Суперники                     | Рахунок       |
| --------- | --- | -------- | -------------- | -------- | ---------- | ----------------------------- | ------------- |
| Перемога  | 1–0 | Бер 1979 | Лагос, Нігерія | Тверде   | Брюс Клідж | Ісмаїл Ель-Шафей Петер Фейгль | 6–4, 6–7, 6–3 |

## Титули на челленджерах

### Парний розряд: (3)
| Ранг | Рік  | Турнір        | Покриття | Партнер      | Суперники                  | Рахунок       |
| ---- | ---- | ------------- | -------- | ------------ | -------------------------- | ------------- |
| 1.   | 1979 | Нагоя, Японія | Тверде   | Род Фролі    | Кріс Кехел Марсельйо Лара  | 7–6, 7–5      |
| 2.   | 1979 | Лінкольн, США | Тверде   | Брюс Клідж   | Стів Дентон Пітер Реннерт  | 0–6, 6–4, 6–4 |
| 3.   | 1983 | Нагоя, Японія | Тверде   | Джефф Терпін | Чарлз Строде Морріс Строуд | 6–4, 3–6, 7–6 |